# Żurawica (województwo podkarpackie)
Żurawica – wieś w Polsce położona w województwie podkarpackim, w powiecie przemyskim, w gminie Żurawica, od południa granicząca bezpośrednio z Przemyślem.
Miejscowość liczy 4742 mieszkańców. Leży nad potokiem Żurawianka (lewym dopływem Sanu). Powstała w XIV w. Tutaj według tradycji po bitwie pod Grunwaldem osadzono jeńców krzyżackich.
W latach 1975–1998 miejscowość należała administracyjnie do województwa przemyskiego, zaś przed 1975 należała do województwa rzeszowskiego.

## Dane ogólne
Wieś, położona w powiecie przemyskim, była własnością Stanisława Karola Antoniego Fredry, została spustoszona w czasie najazdu tatarskiego w 1672 roku.
W połowie XIX w. Austriacy zbudowali tu koszary, najpierw drewniane, później murowane. Stacjonował w nich 28 Pułk Armat Polowych.
W II Rzeczypospolitej wieś w powiecie przemyskim w województwie lwowskim. Do 1939 r. we wsi stacjonował 2 Batalion Pancerny.
W latach 1945–1946 nacjonaliści ukraińscy z OUN-UPA zamordowali tutaj 7 Polaków.
W miejscowości znajduje się jednostka wojskowa (1 Batalion Czołgów im. płk. Józefa Koczwary) wraz z warsztatami technicznymi oraz Podkarpacki Wojewódzki Szpital Psychiatryczny im. prof. Eugeniusza Brzezickiego, utworzony w dawnych koszarach. Żurawica położona jest przy międzynarodowej magistrali kolejowej (linia nr 91) prowadzącej z Krakowa do Medyki i dalej na Ukrainę. Posiada stację kolejową Żurawica Rozrządowa, stanowiąca znacznej wielkości punkt przeładunkowy oraz przystanek kolejowy Żurawica. Przy stacji znajduje się lokomotywownia stanowiąca jednostkę Zakładu Taboru w Żurawicy. Stacjonują w niej głównie lokomotywy SM48.
Żurawica jest siedzibą rzymskokatolickiego dekanatu, a także dwu parafii. Starsza parafia, erygowana w 1406, jest pod wezwaniem Niepokalanego Poczęcia NMP z zabytkowym kościołem zbudowanym roku 1889. Druga erygowana w 1992 nosi wezwanie św. Andrzeja Boboli. W miejscowości są pozostałości dworku drewnianego wraz z budynkami gospodarczymi oraz zespół pałacowo-dworski: drewniany dwór i resztki parku krajobrazowego (XIX w.), a także ruiny cerkwi unickiej z 1878 (zachowana tylko dzwonnica i murek z ogrodzenia, na dzwonnicy widoczna data budowy 1931).
W Żurawicy ma siedzibę PKP Cargo Terminale.

## Transport
Transport kołowy:
- 77 Droga krajowa nr 77: Lipnik – Sandomierz – Gorzyce – Stalowa Wola – Nisko – Leżajsk – Tryńcza – Jarosław – Radymno – Żurawica – Przemyśl
- 881 Droga wojewódzka nr 881: Sokołów Małopolski – Łańcut – Kańczuga – Pruchnik – Węgierka – Żurawica

Transport kolejowy:
- 91 Linia kolejowa nr 91: Kraków – Bochnia – Brzesko – Tarnów – Dębica – Ropczyce – Rzeszów – Łańcut – Przeworsk – Jarosław – Żurawica – Przemyśl – Medyka

## Części wsi
| SIMC    | Nazwa               | Rodzaj     |
| ------- | ------------------- | ---------- |
| 0613576 | Baraki              | przysiółek |
| 0613932 | Bażantarnia         | przysiółek |
| 0613949 | Parcelacja          | przysiółek |
| 0613910 | Zagumnienki Polskie | część wsi  |
| 0613926 | Zagumnienki Ruskie  | część wsi  |

## Sport
W Żurawicy działa klub sportowy Żurawianka Żurawica, który obecnie posiada tylko sekcję piłkarską, która w sezonie 2018/2019 gra w przemyskiej klasie A. W swojej historii klub posiadał też sekcje lekkoatletyczną, tenisa stołowego i zapaśniczą, w których odnosił znaczące sukcesy.